# Camptosaurus
Camptosaurus (do latim "lagarto flexível") foi uma espécie de dinossauro herbívoro ornitópode que viveu no período Jurássico, ao lado de alguns grandes dinossauros herbívoros que viviam por perto, como por exemplo, o Estegossauro. Media 6 metros de comprimento, 2,5 metros de altura (quadrúpede), 3 metros de altura (bípede) e pesava em torno de 500 quilos.
O Camptosaurus viveu principalmente na América do Norte, embora duas outras espécies do gênero tenham vivido na Europa.
Os fósseis do Camptosaurus foram encontrado em Torres Vedras, Portugal, e também em Colorado, Novo México e Wyoming, EUA.

## Grupos sociais e companhia de outros dinosssauros
O Camptosaurus viviam em pequenos grupos, com um sentinela vigiando se há predadores por perto, e podiam conviver com outros dinossauros herbívoros, incluído o Estegossauro, que também vivia naquela época.

## Defesas
O Camptosaurus, quando avistava um predador correndo, ele muitas vezes se erguia nas duas patas e corria o máximo que conseguisse.

## Outras espécies
- Camptosaurus leedsi
- Camptosaurus prestwichii
- Camptosaurus depressus (Não confirmado)